# Agrate Brianza
Agrate Brianza là một đô thị ở tỉnh Monza và Brianza ở vùng Lombardia, khoảng 20 km về phía đông bắc Milano. Đến thời điểm 31 tháng 12 năm 2004, dân số đô thị này là 13.770 người, diện tích là 11,3 km².
Đô thị Agrate Brianza có các frazione (đơn vị cấp dưới) Omate.
Agrate Brianza giáp các đô thị:: Vimercate, Monza, Concorezzo, Burago di Molgora, Cavenago di Brianza, Cambiago, Caponago, Brugherio, Carugate.